# Monts de Thuringe
Pour les articles homonymes, voir Thuringe (homonymie).
Les monts de Thuringe (en allemand : Thüringer Schiefergebirge) sont un massif ancien principalement situé en Thuringe, dont l'altitude n’excède guère 870 m d'altitude.

## Géographie

### Localisation
Le massif schisteux de Thuringe est un espace naturel bordé au sud-est par la forêt de Thuringe et qui s'étend jusqu'à la haute vallée de la Saale où se trouvent les grands barrages hydroélectriques. Prolongement des collines de Thuringe-Franconie, il est attenant à la forêt de Franconie et est bordé à l'est par le Vogtland qui, plus au sud, traverse les chaînes montagneuses de l’Elstergebirge et des monts Métallifères.
La plus grande partie de cette chaîne se trouve en Thuringe, et une toute petite portion située à l’extrême nord de l’arrondissement de Kronach en Bavière. Le massif se partage entre les parcs naturels de la forêt de Thuringe, de la forêt de Franconie et de la Haute-Saale.
Le massif schisteux de Thuringe fait partie d'une chaîne hercynienne au relief usé (son altitude oscille pour l'essentiel entre 300 et 530 m), très étirée géographiquement, qui s'aplatit sur son versant nord pour se fondre avec les abords du bassin de Thuringe. Cette chaîne de montagnes comprend des paysages très contrastés, dont certains sont enclavés : le plateau montagneux avec les hauteurs de Rennsteig, l’intercommunalité de Raanz et les hauteurs de Saalfeld, les vallées de la Schwarza et de la Loquitz, plus à l'est la vallée de la Sormitz (de), les ondulations plus douces des monts schisteux de Thuringe orientale et la haute vallée de la Saale. D'un point de vue géomorphologique, une grande partie du Vogtland de Thuringe ainsi que l’Oberland et ses contreforts au relief peu marqué se rattachent eux aussi à cette chaîne.

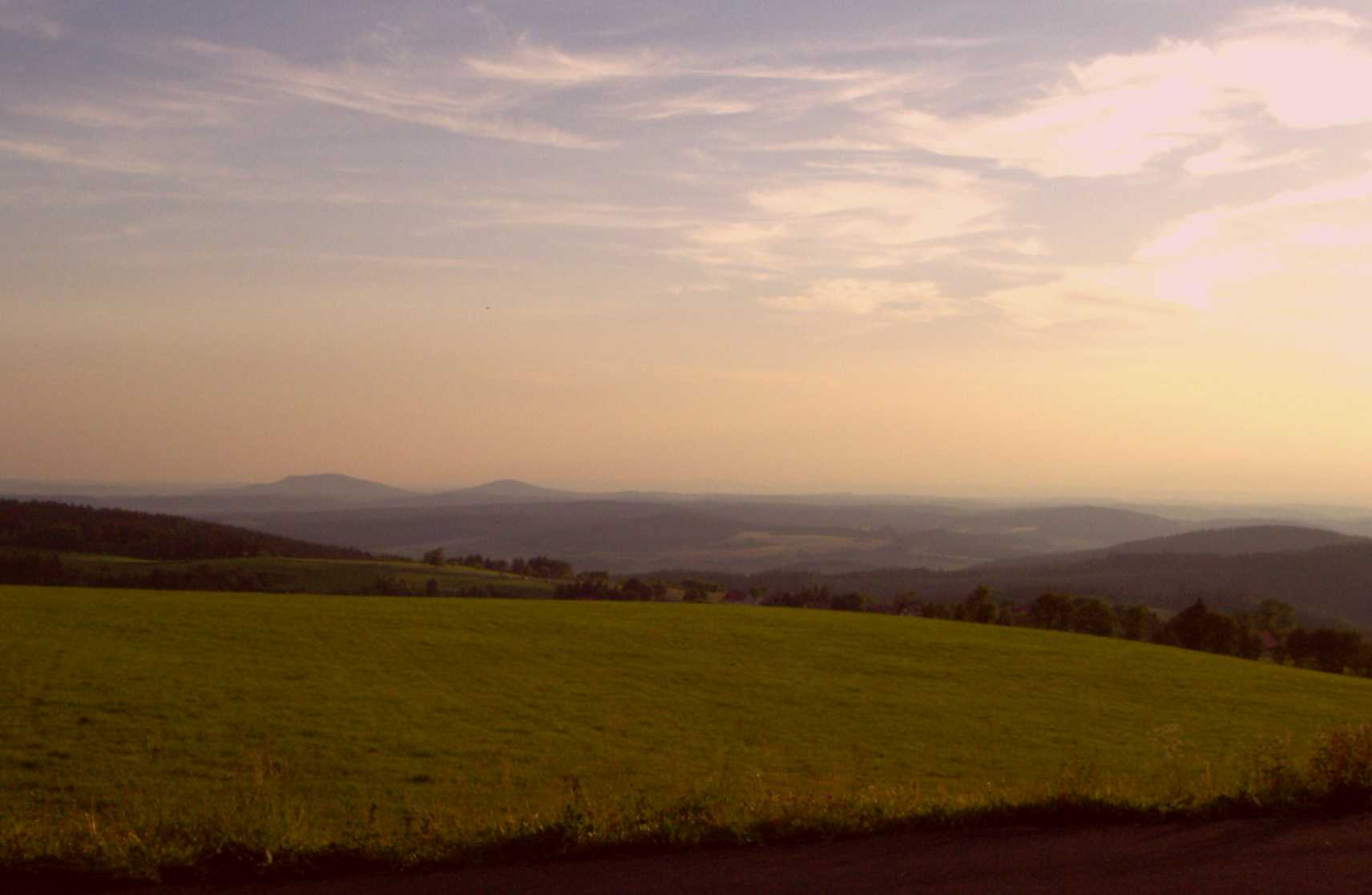
Panorama des vallons méridionaux de grès bigarré depuis les monts de Thuringe.

Le long de la ligne de crête et du chemin de randonnée appelé Rennsteig, à l'ouest de la chaîne, l'altitude des sommets oscille entre 700 et 860 m d'altitude. Les sommets les plus élevés se concentrent sur une superficie d'environ 700 km2. Cette superficie de 700 km2 englobe les monts schisteux de Thuringe (406 km2) ainsi que la composante occidentale du bassin Schwarza-Sormitz (516 km2 au total), à peu près jusqu'à la rencontre de la Loquitz, qui le confine par le nord. Le point culminant est le Großer Farmdenkopf (de) (869 m) non loin du point de rencontre avec la forêt de Thuringe. Le haut-plateau séparant la forêt de Thuringe de celle de Franconie s'épanche au nord dans le bassin versant de la Königseer Rinne (de), de la Schwarza et de la Lichte en direction des grès bigarrés de Paulinzella, et dans le bassin versant de la Zopte et de la Loquitz vers la vallée de la Saale ; il rencontre au sud, par le cours supérieur de la Biber (de), de la Werra et de la Saar (de) les contreforts orientaux des grès bigarrés de Thuringe méridionale, le bassin de l'Itz et de la Steinach (de), les plateaux crayeux de Schalkau, et les collines du Jurassique-Trias de la vallée supérieure du Main. Cette région vallonnée est localement considérée comme formant les véritables monts schisteux de Thuringe.
La ligne de crête, contrairement à celle de la forêt de Thuringe, se présente comme un plateau interrompu de falaises abruptes caractéristiques. L’à-pic peut dépasser les 300 m dans les vallées de la Schwarza et de la Saale, ce qui est considérable pour de la moyenne montagne. À l’est des monts de Thuringe, les sommets arrondis et couverts de bois, comme ceux du Pöhlde ou du Hübel, sont typiques du paysage. Ils sont faits d'une roche volcanique, la diabase, plus dure que les roches environnantes : moins sujets à l'érosion, il en est résulté ce relief de ballon caractéristique.
Malgré les différences entre les deux massifs montagneux de la Thuringe, les agences touristiques les confondent le plus souvent sous le terme collectif de forêt de Thuringe. Il n'y a pas de frontière géomorphologique très claire non plus avec la forêt de Franconie ; on considère généralement que la tranchée de Steinach sert de délimitation : cette saignée a été défrichée au Moyen Âge comme route de col (Biel) entre Gräfenthal et Sonneberg pour relier Leipzig et Nuremberg via Saalfeld.

### Subdivisions géomorphologiques
- Moyenne montagne de Thuringe-Franconie
  - Monts schisteux de Thuringe
    - Grands monts schisteux de Thuringe
    - Val de Schwarza-Sormitz
    - Forêt de Franconie - historiquement considéré comme une entité à part entière, elle est rattachée sur le plan géologique au socle des monts de Thuringe
- Vogtland
  - Vogtland des monts de Thuringe orientaux - cette section (resp. composante) se rattache au socle des monts de Thuringe.
    - Plateaux orientaux du Vogtland
    - Mines et pâturages de Ronneburg aux confins nord-est de la pénéplaine des monts de Thuringe
    - Haute Saale
    - Marécages de Plothen au milieu des plateaux de Thuringe orientale
    - Sommets du Vogtland de Saxe-Thuringe (versant occidental)
    - Pied des ballons du Vogtland central - à la traversée de la pénéplaine à l'est-sud-est vers le Vogtland
- Bassin de Thuringe et plaines périphériques
  - Plaines méridionales du bassin de Thuringe
    - Orlasenke au versant nord-est de la pénéplaine en direction des grès bigarrés (plaines gréseuses de Saale-Elster) du bassin de Thuringe

### Principaux sommets

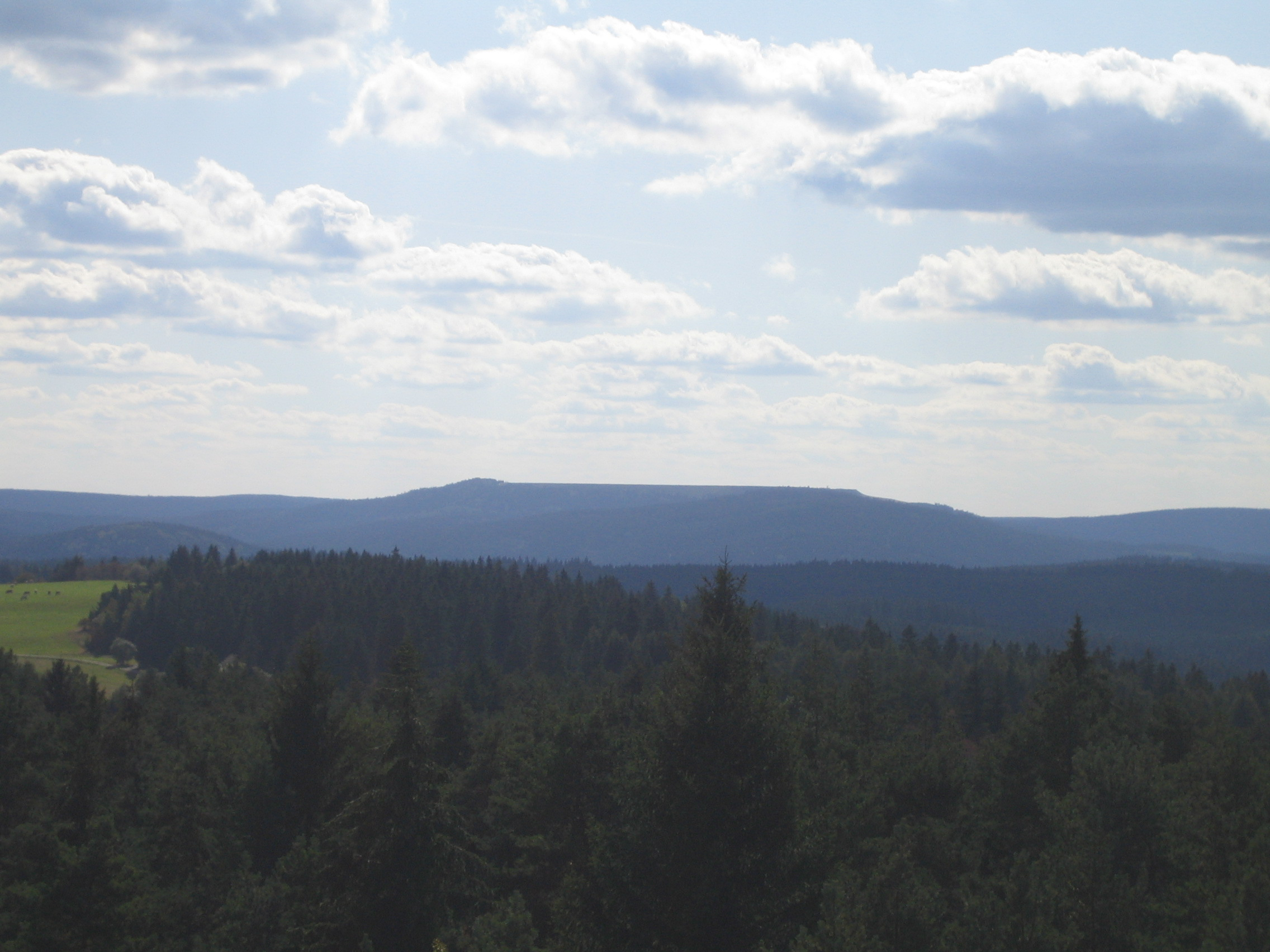
Vue du point culminant des monts de Thuringe.

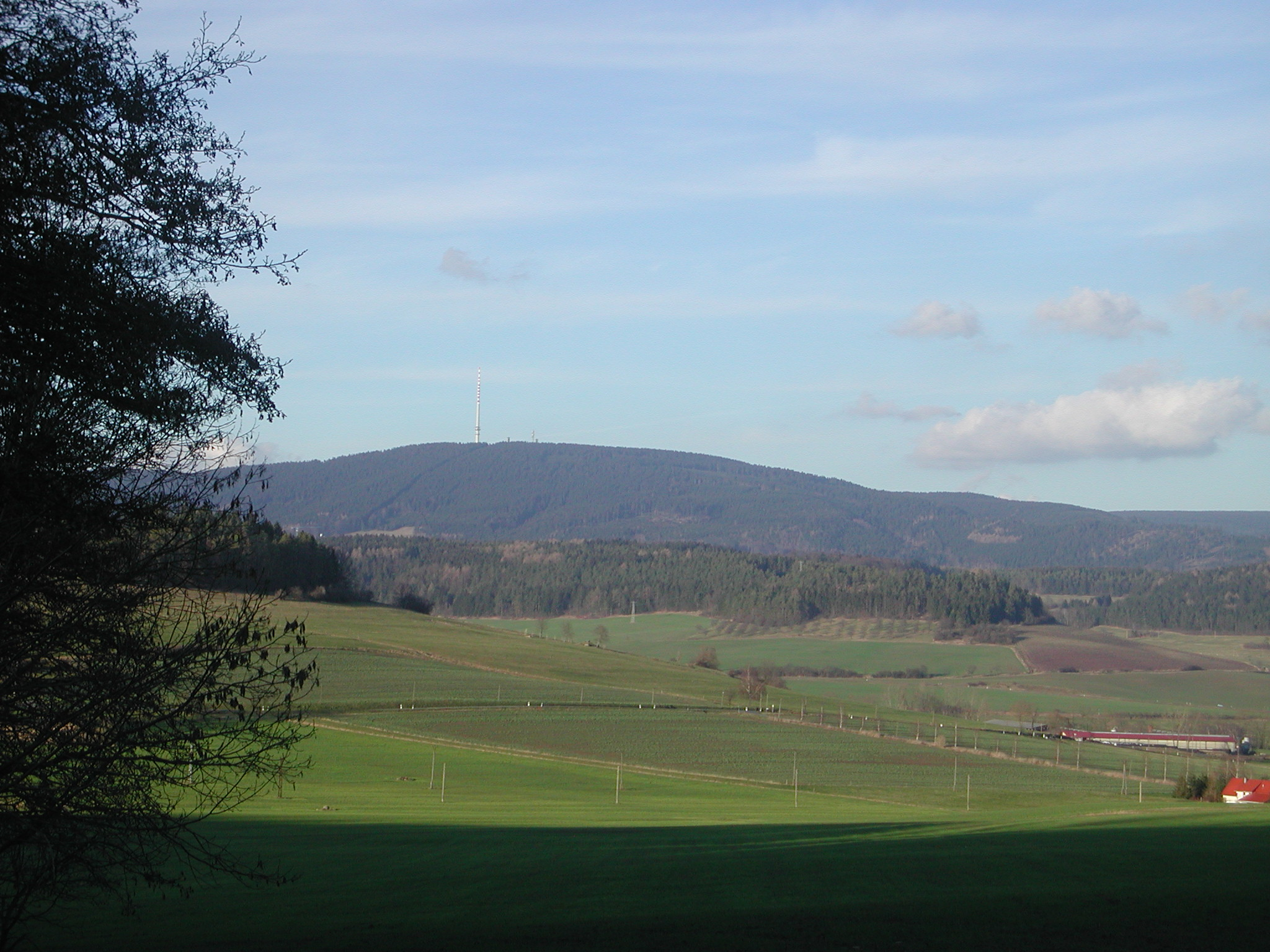
Le Blessberg vu depuis le piton calcaire de Schalkau.

Les principaux sommets des monts de Thuringe sont :
1. Grosser Farmdenkopf (869 m), arrondissement de Sonneberg
2. Kieferle (868 m), arrondissement de Sonneberg
3. Blessberg (865 m), arrondissement de Sonneberg/Arrondissement d'Hildburghausen
4. Dürre Fichte (861 m), arrondissement de Sonneberg
5. Eselsberg (842 m), arrondissement d'Hildburghausen
6. Fellberg (842 m), arrondissement de Sonneberg
7. Pechleite (839 m), arrondissement d'Hildburghausen
8. Hoher Schuss (825 m), arrondissement de Saalfeld-Rudolstadt
9. Langer Berg (808 m), arrondissement d'Ilm
10. Hettstädt (808 m), arrondissement de Saalfeld-Rudolstadt
11. Rauhhügel (802 m), arrondissement de Saalfeld-Rudolstadt
12. Roter Berg (799 m), arrondissement de Sonneberg

### Géologie

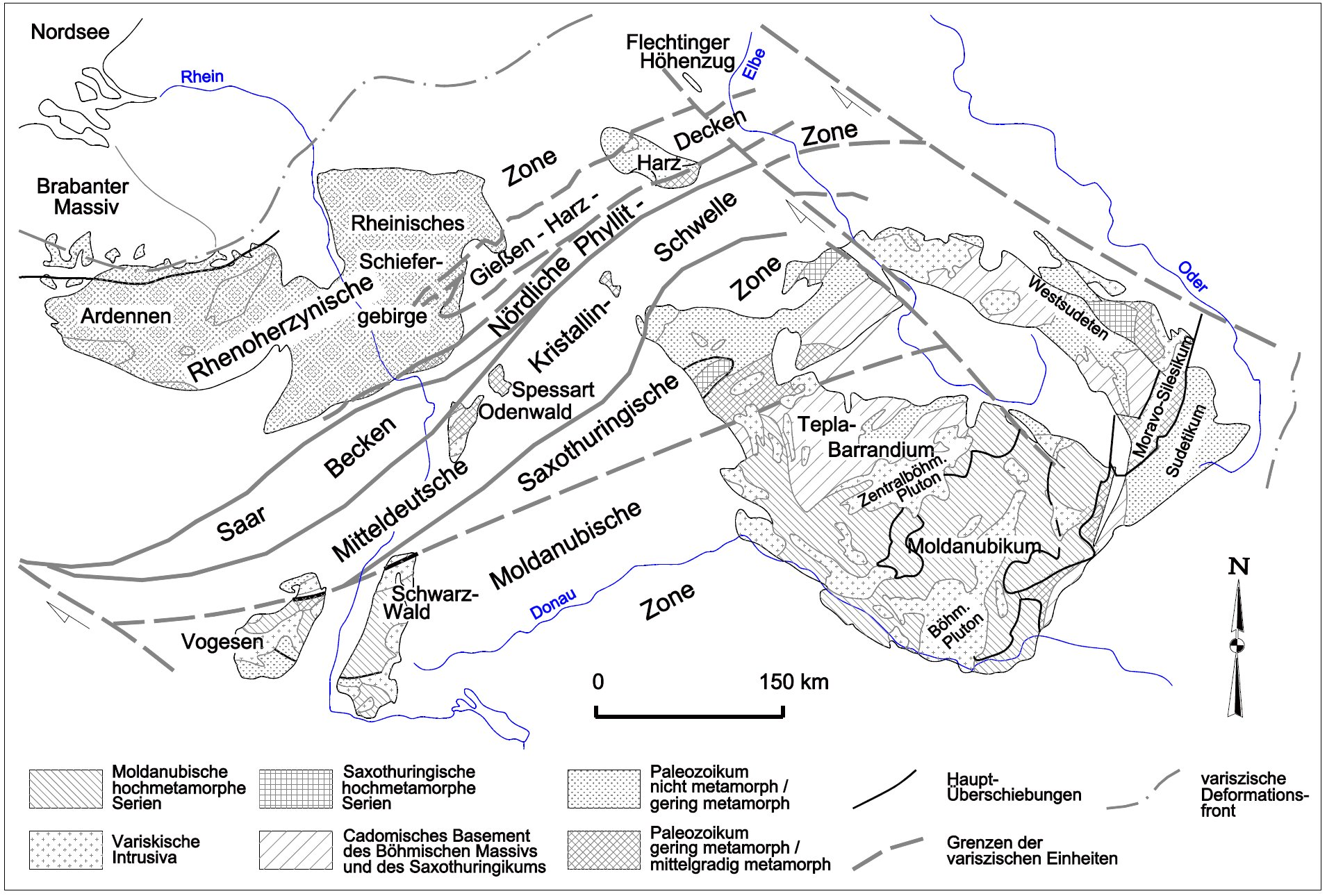
Carte des chaînes hercyniennes d'Europe centrale ; les monts de Thuringe se trouvent au centre de la carte.

Quoique de constitution similaire à celle du Hartz, les monts de Thuringe ne présentent aucun des contrastes minéralogiques du massif saxon par suite de l'absence de faille. Sur presque toute sa périphérie, le massif est en continuité avec les terrains environnants. Les affleurements qui le caractérisent sont des roches du Paléozoïque, c'est-à-dire de l’Ordovicien, du Silurien, du Dévonien et du Carbonifère. Les plus représentatives sont les schistes argileux, les schistes d’alun, les jaspes, le calcaire, le grès, la grauwacke, la diabase, la spilite et les roches volcaniques. Les dépôts plissés de l’étage de Katzhütte sont une particularité de la région.
Le calcaire à dolines est confiné à des zones très particulières ; aussi n'y a-t-il que peu de grottes.

### Climat

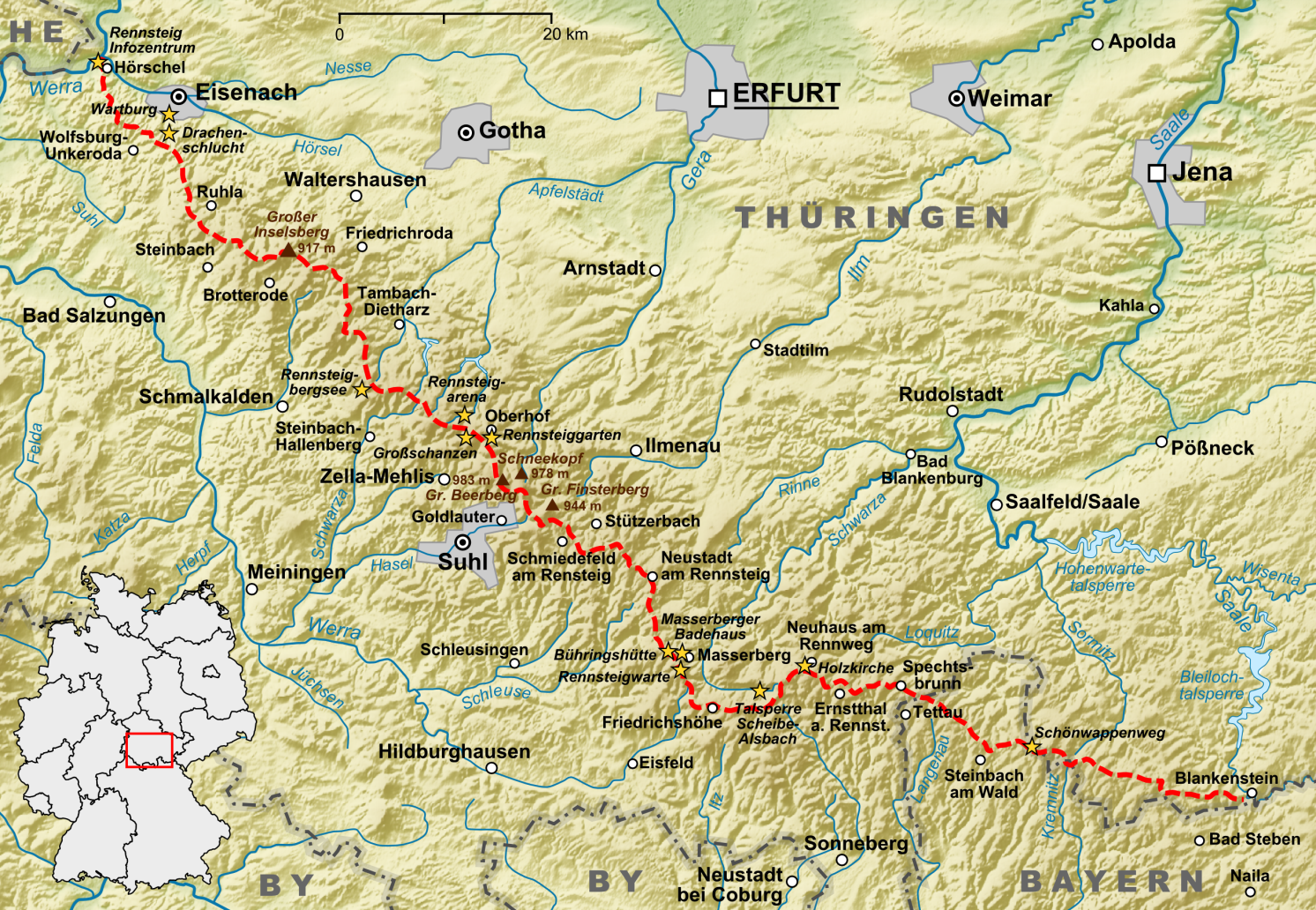
Le tronçon est du Rennsteig oscille entre la ligne de crête des monts de Thuringe et la forêt de Franconie.

Les monts de Thuringe jouent un rôle de bouclier climatique en Europe, de sorte que le climat en altitude y est plutôt froid et venteux. Les étés frais et pluvieux, suivis d'hivers très neigeux où règnent des températures anormalement basses, sont typiques du massif. Dans la zone de crête et le long du Rennsteig, la quantité moyenne de neige dépasse celle des autres région d'Allemagne centrale, ce qui permet une activité de sports d'hiver pendant une grande partie de l'année. En hiver, les pistes sont tracées autour du Rennsteig. Au-dessus de Steinach, la Station de ski de Silbersattel est l'une des plus grandes d'Allemagne.
Neuhaus am Rennweg détient aussi le record d'Allemagne de l'épisode de brume le plus long : 10 jours de suite (ou plus exactement 242 heures) en mai 1996.

### Faune et flore
Par enclavement des dépressions, des mares se sont formées çà et là. La végétation est dominée par d’épaisses forêts d’épicéa exploitées par l'industrie forestière, mais cette monoculture isolée est vulnérable aux tempêtes et aux maladies. Les bosquets de hêtre, de feuillus ou les forêts mixtes sont présents de façon sporadique ; on rencontre plus rarement le mélèze, les baies d’airelles, de myrtilles et la surelle. Le long des chemins forestiers et dans les clairières, la digitale pourpre est répandue. On trouve au milieu des prairies de nard et de trisetum des bouquets isolés de bruyère et parfois aussi d’arnica. Les labours en friches se couvrent ordinairement d’oseille. L'étendue des forêts est favorable à la présence de gros gibier, comme le cerf, le chevreuil et le sanglier, mais aussi le renard, le geai et la chouette hulotte. Dans les habitats appropriés on rencontre la fourmi rouge, la salamandre trouve refuge dans les mares forestières, et les marais sont coloniés par le triton alpestre et le triton crêté. Le climat humide offre des conditions favorables à la croissance de plusieurs champignons comestibles, tels le bolet, le cèpe, le pholiote, la clavaire dorée et le sparassis crépu, les mousses, et même le lichen d'Islande.
À l’opposé, le climat des vallées protégées est nettement plus doux. On y trouve une faune et une flore moins courante, comme la gentiane des marais, le coq de bruyère, le martin-pêcheur et le merle d'eau. Les poissons des rivières sont ici la truite et la tanche. Prêles et trolles sont typiques des prairies. À travers les coteaux vallonnés du versant oriental du massif, les plaines et les clairières, exploités par l'agriculture, le lièvre domine. Les chauves-souris comme le grand murin hivernent dans les grottes abandonnées. Les vieux chemins font tout le pittoresque de ces vallées.

### Hydrographie
Les principaux cours d'eau des monts de Thuringe sont la Saale et ses affluents : la Schwarza, la Loquitz et la Sormitz. Mais d'une part la Werra, d'autre part l'Itz et la Steinach y prennent leur source. Aussi l'hydrographie des monts de Thuringe concerne les trois principaux bassins allemands : de celui de Saale-Elbe, de la Weser et du Main-Rhin. Une rocher commémoratif, le « roc des Trois Rivières » (Dreistromstein), non loin de Siegmundsburg, rappelle ce fait.

### Villes

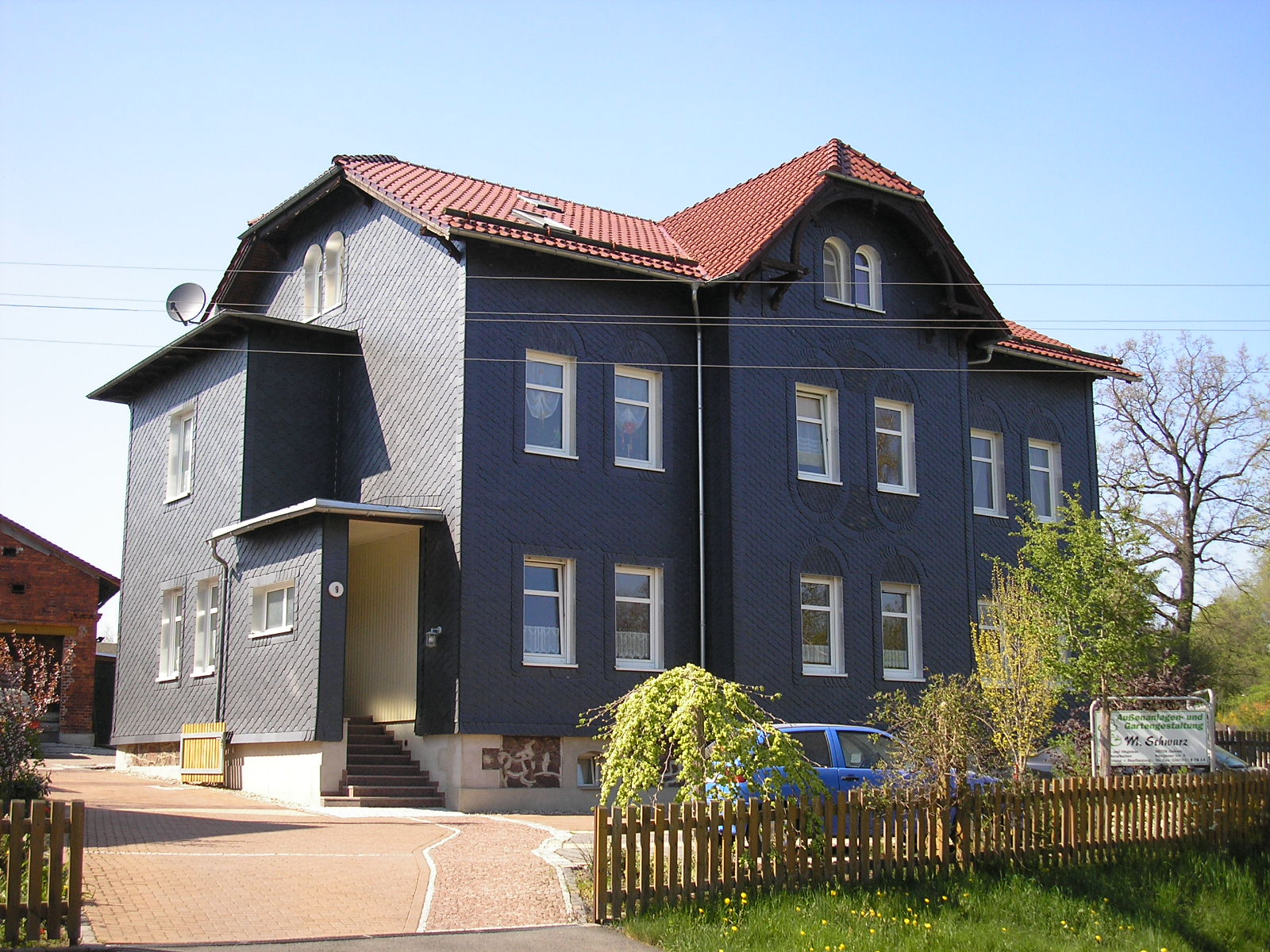
Les maisons d'ardoise, comme ici à Gehren, imprègnent le paysage des monts de Thuringe.

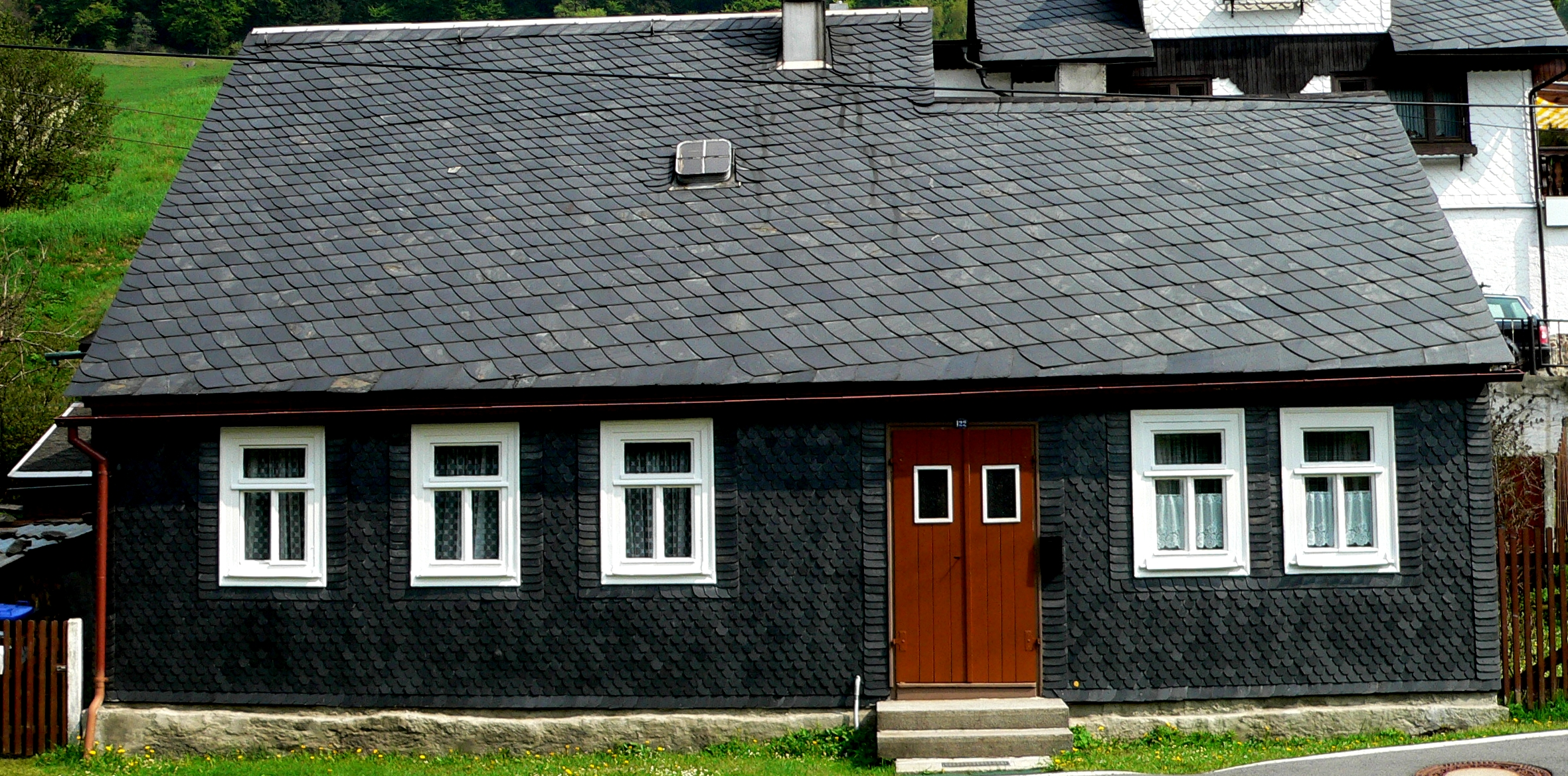
La maison à colombages en pierre d'un seul étage, est l'habitat typique des monts de Thuringe. Elle est fondée en principe sur une cave voûtée einceinte d’un soubassement fait de cailloux de grauwacke et d'ardoise, souvent agrandie d'annexes (étable, buanderie etc.) et rehaussée de mansardes, lucarnes, coupe-vent, oriels ou autres motifs similaires.

Les principales villes de la région sont Bad Blankenburg et Saalfeld sur le versant nord, Neuhaus am Rennweg au centre, Sonneberg sur le versant méridional et Bad Lobenstein à la jonction des collines de Thuringe orientale, du Vogtland et de la forêt de Franconie autour de Blankenstein.

### Voies de communication
Le massif est cerné à l'ouest par l'autoroute A 73 et par l'autoroute A 9 à l'est. Il est traversé par la route fédérale B 281 reliant Eisfeld à Saalfeld, la B 85 reliant Kronach à Saalfeld et la B 90 reliant Lobenstein à Saalfeld.
La ligne de chemin de fer intercités Munich – Nuremberg – Iéna – Halle/Leipzig – Berlin croise la ligne de chemin de fer Lichtenfels–Saalfeld à travers les monts de Thuringe. Des lignes secondaires s'étirent à partir de ces deux grandes liaisons : au nord-ouest la Schwarzatalbahn Rottenbach–Katzhütte, à laquelle l'Oberweissbacher Bergbahn est connectée, et au sud-ouest l’Hinterlandbahn Eisfeld–Sonneberg, qui comme la Steinachtalbahn/Rennsteigbahn Sonneberg–Neuhaus qui lui est reliée, est exploitée depuis Rennweg par la Südthüringenbahn. À l'est des monts de Thuringe, la ligne Hockeroda–Unterlemnitz Hockeroda–Unterlemnitz et la Thüringische Oberlandbahn Ebersdorf-Friesau–Blankenstein desservent le cœur du massif. La ligne à grande vitesse Nuremberg–Erfurt franchit la montagne, notamment par le tunnel de Blessberg, mais sans aucune étape dans le pays.

## Activités

### Tourisme

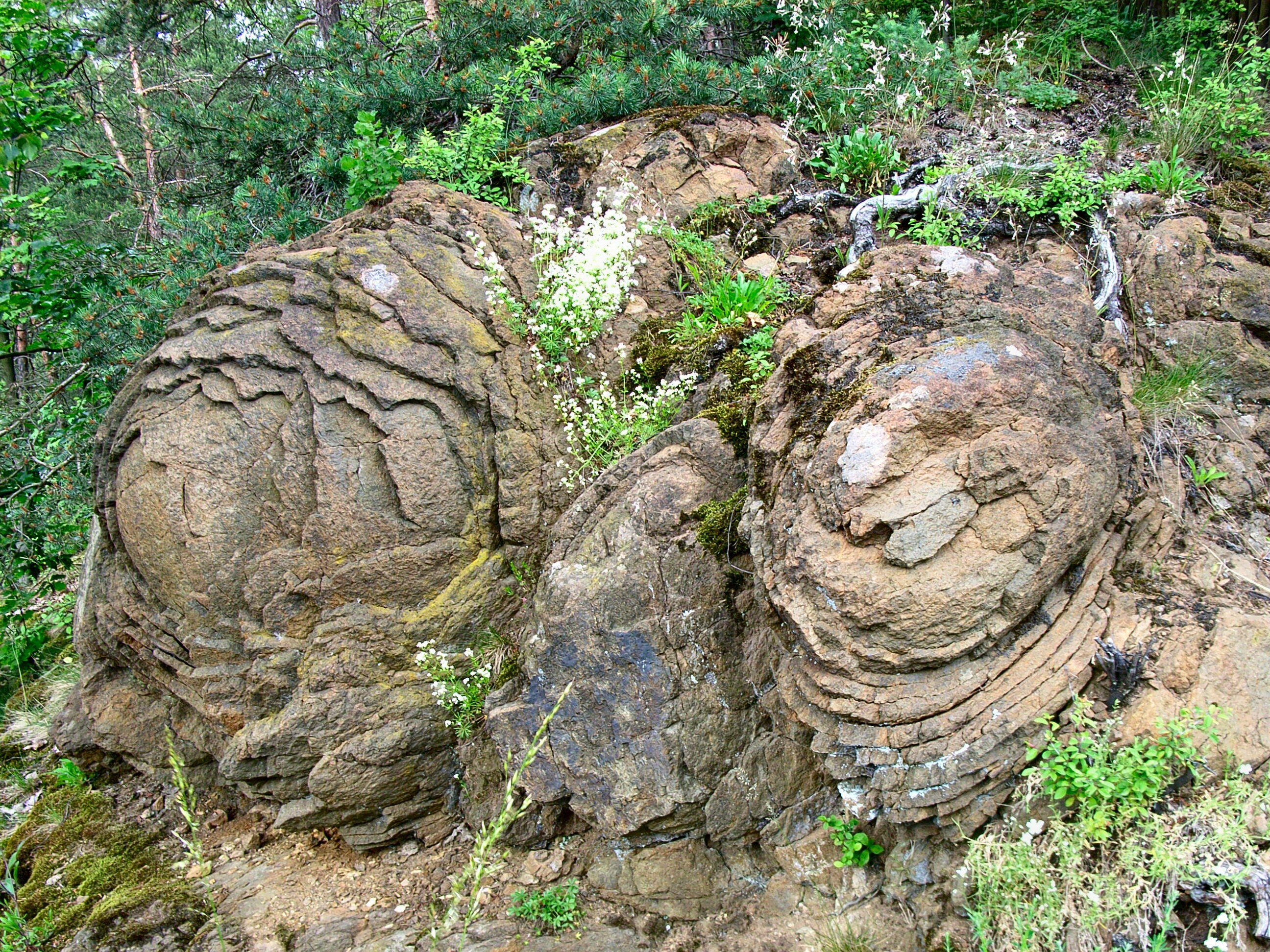
La « rose pétrifiée », une formation de diabase des environs de Saalburg.

- La grotte de Blessberg, mise au jour sous le Blessberg en mars 2008 à l'occasion de la construction de la ligne à grande vitesse. Son ouverture au public est encore très controversée.
- Le parcours géologique de l’« étage de Katzhütte » avec notamment le « Bärentiegel »
- Le musée minéralogique de Lehesten et sa mine pédagogique
- Les grottes des Fées dans l'ancienne mine d'alun Jeremias Glück à Saalfeld
- La mine touristique de Morassina et l'ancienne mine de cuivre à Schmiedefeld
- La vallée de la Sorbitz et l’itinéraire Heinrich Cotta à Sitzendorf
- Le musée national du schiste et la carrière de Steinach
- Le musée de la mine d'or de Theuern non loin des Grümpen
- Le parcours géologique d’Unterloquitz-Probstzella

### Hydroélectricité

Le barrage de Leibis sur la Lichte.

La vallée de la Saale comporte deux des plus gros barrages d'Allemagne : ceux de Hohenwarte et de Bleiloch. Dans la vallée de la Schwarza, en aval du barrage de Scheibe-Alsbach, se trouve la station hydroélectrique de Goldisthal, la plus grande usine de pompage-turbinage d’Europe, mise en service en 2003.
Entre Lichte et Unterweissbach, dans la vallée de la Lichte, on trouve le barrage d’écrêtement de Deesbach et le barrage de Leibis, qui est le second plus haut d’Allemagne avec une retenue de 102,50 m. Ces deux usines ont été construites entre 1981 et 2002 et assurent la protection contre les crues ainsi que l’approvisionnement en eau potable de l’est de la Thuringe.